# Junco do Maranhão
Junco do Maranhão là một đô thị thuộc bang Maranhão, Brasil. Đô thị này có diện tích 539,126 km², dân số năm 2007 là 3969 người, mật độ 7,36 người/km².